# Therese Guebon
Therese Yolande Oceane Guebon Abouem, född 17 januari 2005, är en volleybollspelare (libero). Hon spelar med Kameruns landslag. Hon deltog med dem vid VM 2022.